# Malta
Malta, oficialmente República de Malta (em maltês:  Repubblika ta' Malta [rɛˈpʊbb.lɪ.kɐ ˈtɐ ˈmɐl.tɐ]; em inglês: Republic of Malta [ɹɪˈpʌblɪk ɒv mɒltə] (escutarⓘ)), é um país insular localizado no Sul da Europa, cujo território ocupa as Ilhas Maltesas, um arquipélago situado no Mar Mediterrâneo, 93 km ao sul da ilha da Sicília (Itália) e 288 km a nordeste da Tunísia (África), 1 826 km a leste de Gibraltar e 1 510 km a oeste de Alexandria.
Malta abrange uma área terrestre de 316 km², sendo um dos menores países da Europa, possuindo também a maior densidade demográfica do continente. Sua capital é Valeta e a maior cidade é Birkirkara. O Maltês é a língua nacional e o inglês é a língua cooficial.
Devido aos eventos históricos que se passaram ao longo dos anos, Malta tornou-se um país anglo-latino, pelas principais influências dos Impérios Romano e mais tarde Britânico, apesar de existir influências menores deixadas por outros reinos que passaram por Malta, como a Grécia e os Impérios Islamico e Bizantino e mais tarde a presença dos espanhóis e franceses. Malta é um dos países mais estratégicos na Europa e para a NATO, como a Itália, Portugal, Turquia e outros. Malta também pode ser considerada como país anglo-latino por algumas parecenças do Maltês com outras línguas latinas e até com o próprio Latim, e também pela utilização do inglês por parte de alguns cidadãos, pela influência deixada pelos britânicos.
Ao longo da história, a localização de Malta deu-lhe grande importância estratégica e uma sucessão de potências, incluindo fenícios, gregos, romanos, bizantinos, árabes, mouros, normandos, aragoneses, a Espanha dos Habsburgos, os Cavaleiros de São João, franceses e britânicos governaram a ilha. Malta ganhou a sua independência do Reino Unido em 1964 e tornou-se uma república em 1974, mantendo associação na Commonwealth. É um membro das Nações Unidas (desde 1.º de dezembro de 1964) e um membro da União Europeia desde 1.º de maio de 2004. Malta é também parte do Acordo de Schengen (desde 2007) e membro da Zona do Euro (desde 2008).

## Etimologia
A origem do termo "Malta" é incerta, e a variação moderna deriva do próprio maltês. A razão etimológica mais comum deriva da palavra grega μέλι (meli). Os gregos chamavam-lhe ilha Μελίτη (Melitē), que significa "mel doce", possivelmente devido à produção exclusiva de mel em Malta, por uma espécie endémica de abelha que vive na ilha, dando-lhe o apelido popular de "terra de mel". Os romanos passaram a chamar à ilha Melita. Outra etimologia é que a palavra venha do fenício Maleth, que significa "paraíso", em referência a muitas baías enseadas em Malta.

## História

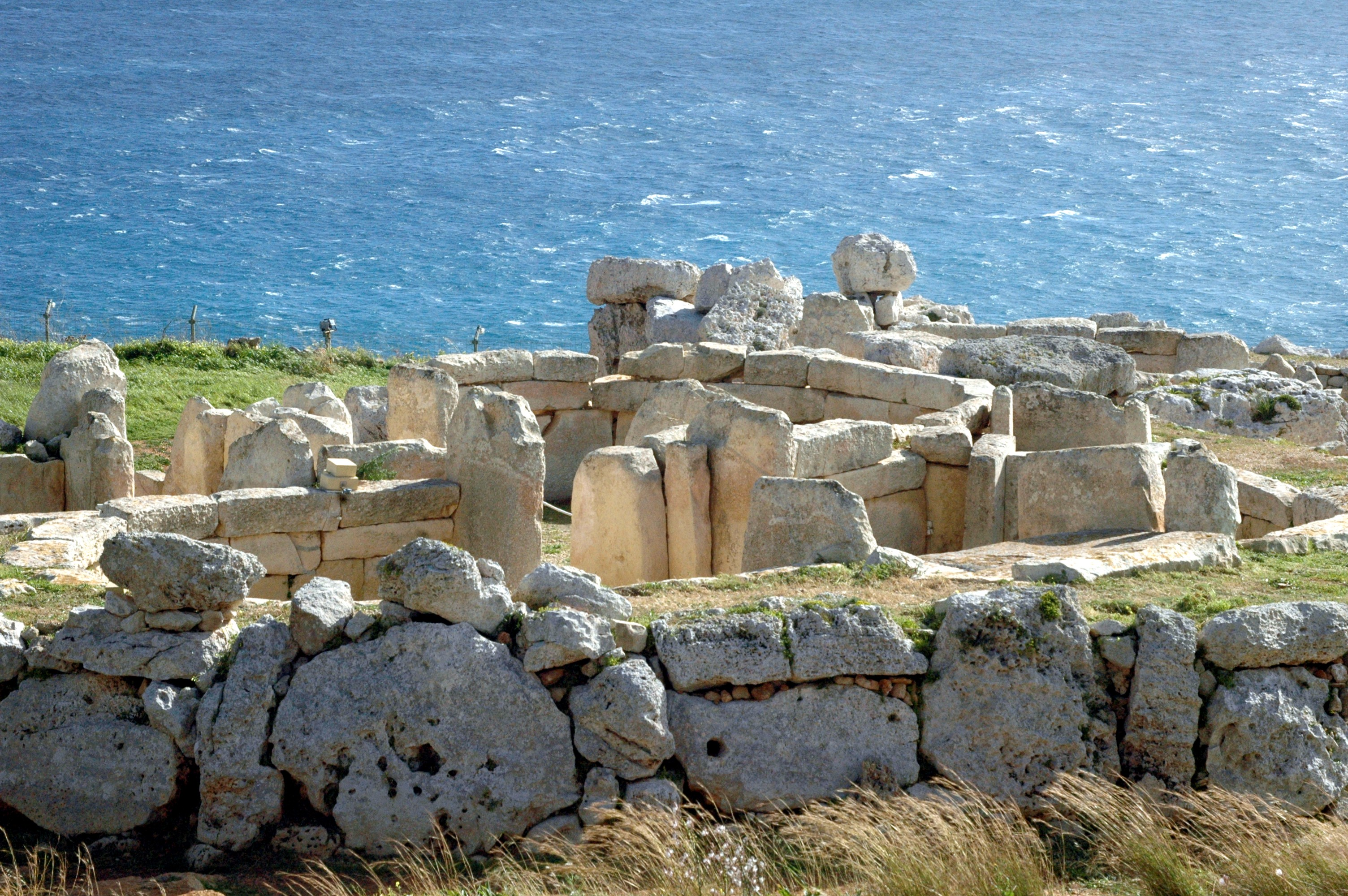
Templo neolítico de Mnajdra

Malta está habitada desde cerca de 5 200 a.C., durante o Neolítico (Ġgantija, Mnajdra). Os primeiros achados arqueológicos datam aproximadamente de 3 800 a.C.. Existiu nas ilhas uma civilização pré-histórica significativa antes da chegada dos fenícios, que batizaram a ilha principal de Malat, o que significa refúgio seguro. Os agricultores neolíticos viveram sobretudo em cavernas e produziram uma cerâmica similar à encontrada na Sicília. Entre 2 400 e 2 000 a.C., desenvolveu-se um elaborado culto aos mortos, possivelmente influenciado pelas culturas das ilhas Cíclades e de Micenas (idade do bronze). Essa cultura foi destruída por uma invasão, provavelmente vinda do sul da Itália.
Por volta do ano 1 000 a.C., as ilhas eram uma colônia fenícia. Em 736 a.C., foram ocupadas pelos gregos e posteriormente passaram a ser domínio dos cartagineses (400 a.C.) e depois dos romanos (218 a.C.), quando receberam o nome Melita. Segundo o livro dos Atos dos Apóstolos, no ano 60 da era cristã, São Paulo naufragou e chegou à costa maltesa, onde promoveu a conversão de seus habitantes. A partir desta data, os malteses aderiram ao Cristianismo e permanecem-lhe fiéis até hoje.
Com a divisão do Império Romano em 395, a zona leste da ilha foi cedida ao domínio do Império Bizantino, que a controlou até 870, quando foi conquistada pelos árabes muçulmanos, que influenciaram seu idioma e cultura. Após a conquista árabe, foi convertida ao islamismo. A influência árabe pode ser encontrada na moderna língua maltesa, uma língua fortemente romanizada que originalmente deriva do árabe vernacular.
Em 1090, o conde Rogério da Sicília conquistou Malta e submeteu-a às suas leis até ao século XVI. Foi nesta época que foi criada a nobreza maltesa. Esta ainda permanece hoje em dia, e há 32 títulos que ainda são usados, sendo o mais antigo: Barões de Djar il Bniet e Buqana. Após a conquista pelos normandos da Sicília, Malta voltou a ser cristã. Depois de ser anexada ao reino da Sicília, Malta foi recuperada por forças muçulmanas. Em 1245, Federico II de Hohenstaufen expulsou os árabes e em 1266 as ilhas, junto com a Sicília, passaram ao domínio de Carlos I de Anjou, que as cedeu em 1283 a Pedro III de Aragão.
Caindo em mãos do Reino de Aragão, passou depois a Espanha. Em 1518, sob o império de Carlos V, foi concedida aos cavaleiros de Rodes.
Em 1530, as ilhas foram cedidas pela Espanha à Ordem Hospitalar de São João de Jerusalém — uma ordem religiosa e militar pertencente à Igreja Católica – que tinham sido expulsos de Rodes pelo Império Otomano. Esta ordem monástica militante, hoje conhecida como "Ordem de Malta", foi sitiada pelos turcos otomanos em 1565, após o que acrescentaram as fortificações, especialmente na nova cidade de Valeta. Os Cavaleiros de São João de Jerusalém governaram as ilhas até o século XIX.
Em 1798, Napoleão Bonaparte invadiu e tomou Malta. A Grã-Bretanha retomou seu controle em 4 de setembro de 1800, a partir da rendição do comandante francês, general Claude-Henri Belgrand de Vaubois. Dentre os interventores que contribuíram para o domínio britânico destaca-se Sir Alexander Ball, que veio a se tornar o primeiro governador inglês de Malta.
Em 1814, como parte do Tratado de Paris, Malta tornou-se oficialmente parte do Império Britânico como colônia e passou a ser usada como porto de escala e quartel-general da frota até meados da década de 1930. Malta desempenhou um papel importante durante a Segunda Guerra Mundial devido à sua proximidade às linhas de navegação do Eixo e a coragem do seu povo, que resistiu ao assédio de alemães e italianos durante o cerco do arquipélago, levou à atribuição da George Cross, que hoje pode ser vista na bandeira do país.
O arquipélago passou a ser autonomamente governado em 1947. Em 1955, Dom Mintoff (Dominic Mintoff), líder do Partido Trabalhista de Malta (PTM), tornou-se no primeiro-ministro. Em 1956, o PTM propôs uma nova integração no Reino Unido, proposta que viria a ser aceite em referendo, mas com a oposição do Partido Conservador, liderado por Giorgio Borg Olivier. Em 1959, revogaram a autonomia, mas voltaram a restaurá-la em 1962. Em 21 de setembro de 1964, Malta tornou-se totalmente independente e converteu-se em membro das Nações Unidas. Nessa altura, tornou-se membro da Commonwealth e celebrou uma aliança com o Reino Unido de ajuda económica e militar. Segundo a constituição de 1964, Malta manteve como soberana a rainha Elizabeth II, e um governador-geral exercia a autoridade executiva em seu nome.
De 1964 a 1971, Malta foi governada pelo Partido Nacionalista. Adotou, em 13 de dezembro de 1974, o regime republicano dentro da Commonwealth, com o presidente como chefe de estado.
Embora Malta seja inteiramente independente desde 1964, os serviços britânicos permaneceram no país e mantiveram um controle total sobre os portos, aeroporto, correios, rádio e televisão. Em 1979, Malta rompeu a aliança com o Reino Unido e os britânicos evacuaram a sua base militar, pondo fim a 179 anos de presença na ilha. Isso aconteceu depois de o governo britânico se ter recusado a pagar uma renda mais elevada, o que era pretendido pelo governo maltês do tempo (trabalhista), para permitir que as forças britânicas permanecessem no país. O primeiro-ministro era, então, Dominic Mintoff. Pela primeira vez na sua história, Malta ficou nesse momento livre de bases militares estrangeiras. Este acontecimento é hoje celebrado como o Dia da Liberdade.
Em 1971, o Partido Trabalhista regressou ao Poder, mas com uma maioria reduzida sendo Dominic Mintoff o primeiro-ministro. Desenvolveu uma política de amizade com a China e com a Líbia. A década de 1970 caracterizou-se pelo enfraquecimento das relações com o Ocidente e pela aproximação com os regimes comunistas. Em 1984, Mintoff retirou-se e foi substituído por Mifsud Bonnici, novo líder do seu partido. A política de aproximação com os regimes comunistas sofreu mudança substancial em 1985, com o estabelecimento de um acordo com a Comunidade Econômica Europeia.
Em 1987, o Partido Nacionalista, mais voltado para o Ocidente e com uma política de aproximação à União Europeia, venceu as eleições para a Câmara de Representantes, pondo fim a 16 anos de domínio do Partido Trabalhista. Edward Fenech Adami foi eleito primeiro-ministro. Em dezembro de 1989, Malta foi o local escolhido para um encontro entre o presidente dos Estados Unidos, George H. W. Bush, e o presidente da União Soviética, Mikhail Gorbachev. Em outubro de 1990, o país solicitou formalmente a adesão à União Europeia. Nas eleições de 1992, os nacionalistas derrotaram novamente os seus opositores. A política governamental continuou a ser de liberalização, e foram realizadas diversas reformas de ordem económica, com vistas a tornar o país um membro da União Europeia. Divergências de fundo entre o Partido Nacionalista, no poder desde 1987, e o Partido Trabalhista quanto à adesão de Malta à União Europeia conduzem a eleições antecipadas em 1996, o Partido Trabalhista de Alfred Sant ganhou as eleições. Após entrar em funções o novo governo anuncia que Malta deixava de ser candidata à adesão. Em 1998 ocorrem novas eleições em que o Partido Nacionalista e o seu líder Edward Fenech Adami obtém uma grande vitória e retomam o caminho europeu, que culminaram com a entrada de Malta no dia 1 de maio de 2004 na União Europeia.

## Geografia

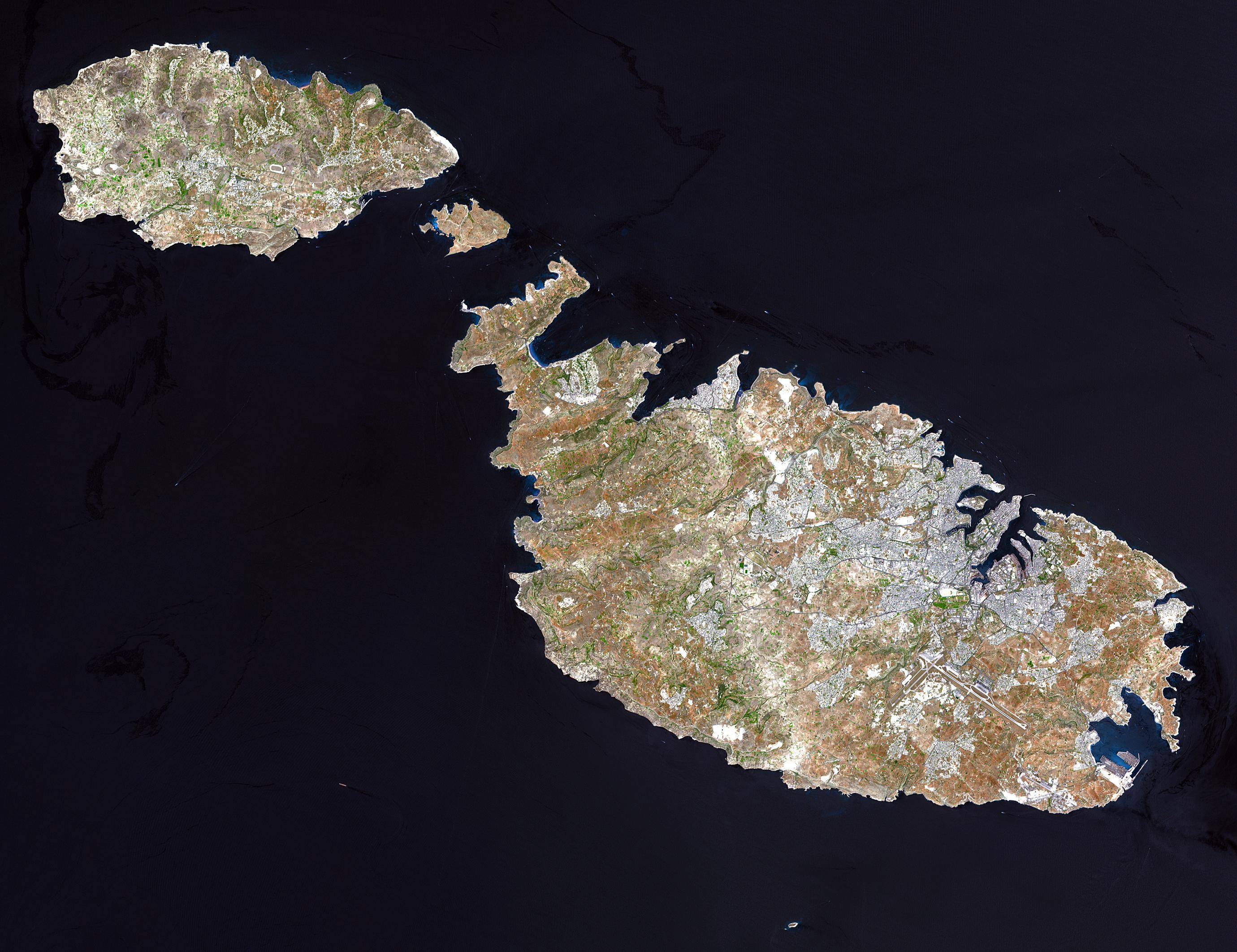
Imagem de satélite de Malta

Malta é um arquipélago (Ilhas Maltesas) no mar Mediterrâneo central (na sua bacia oriental), 93 km a sul da ilha italiana da Sicília, da qual se separa pelo Canal de Malta. Apenas as três maiores ilhas (Malta, Gozo e Comino) são habitadas. As ilhas menores são desabitadas. As ilhas do arquipélago foram formadas de pontos altos de uma ponte terrestre entre a Sicília e que se tornou isolada quando o nível do mar subiu após a última era glacial. O arquipélago situa-se na borda da Placa da África, onde se reúne a Placa Euroasiática.

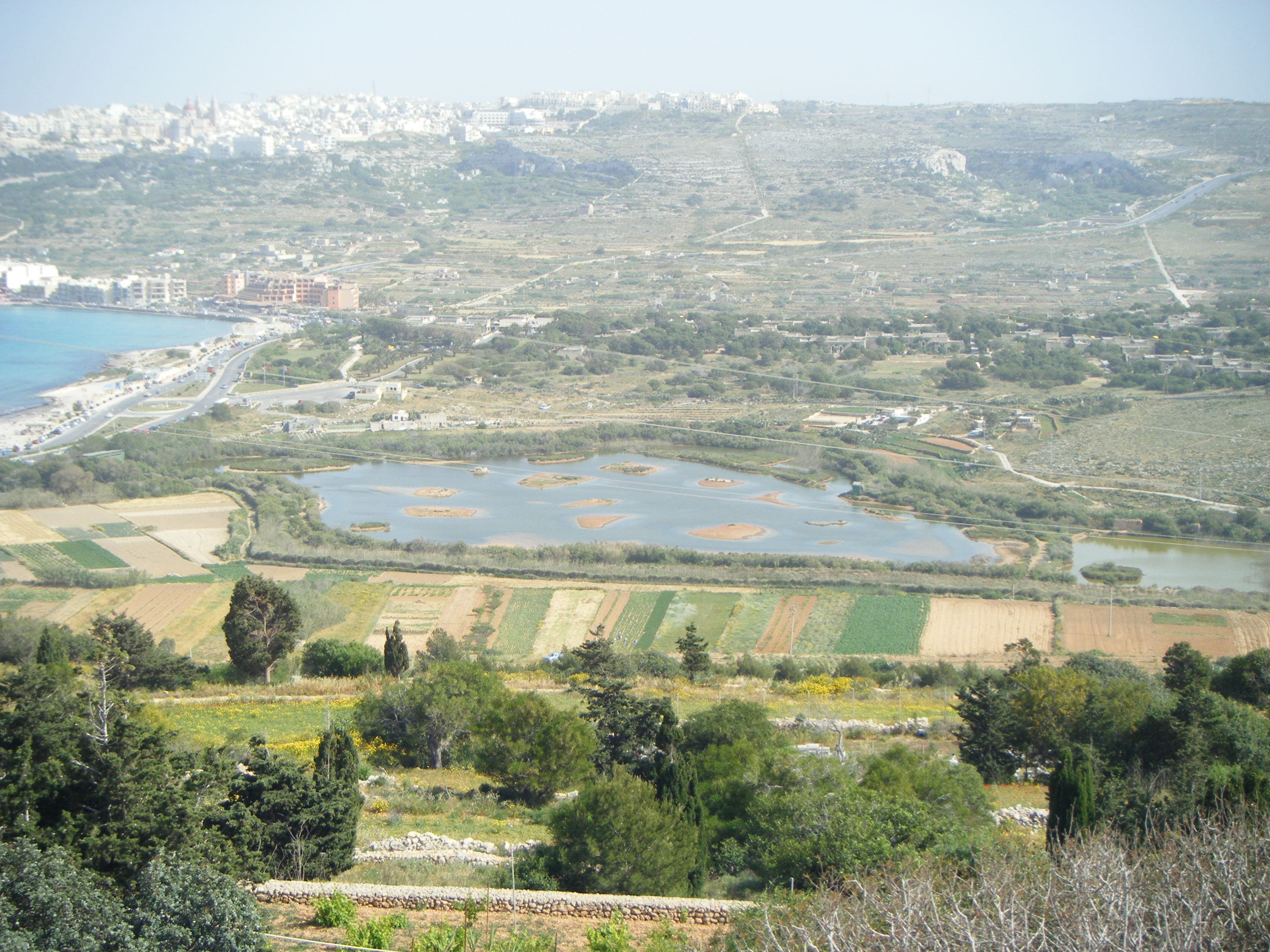
Paisagem maltesa

Inúmeras baías ao longo da costa maltesa oferecem bons portos. A paisagem é constituída por baixas colinas com campos. O ponto mais alto em Malta é o Ta'Dmejrek, com 253 m de altitude (830 pés), perto de Dingli. Embora existam alguns rios pequenos de elevada pluviosidade, não há rios permanentes ou lagos no país. No entanto, alguns cursos de água têm água doce durante o ano inteiro, como Baħrija, l-Imtaħleb e San Martin e no vale do Lunzjata em Gozo.
Fitogeograficamente, Malta pertence à província Liguro-Tirreno, região do Mediterrâneo no Unido Boreal. De acordo com o WWF, o território de Malta pertencente às ecorregiões de florestas do Mediterrâneo, como Spring e Drymodes".
O sul maltês não é o ponto mais meridional dos arquipélagos da Europa: essa distinção pertence a Gavdos, uma ilha grega a sul de Creta.

### O arquipélago maltês

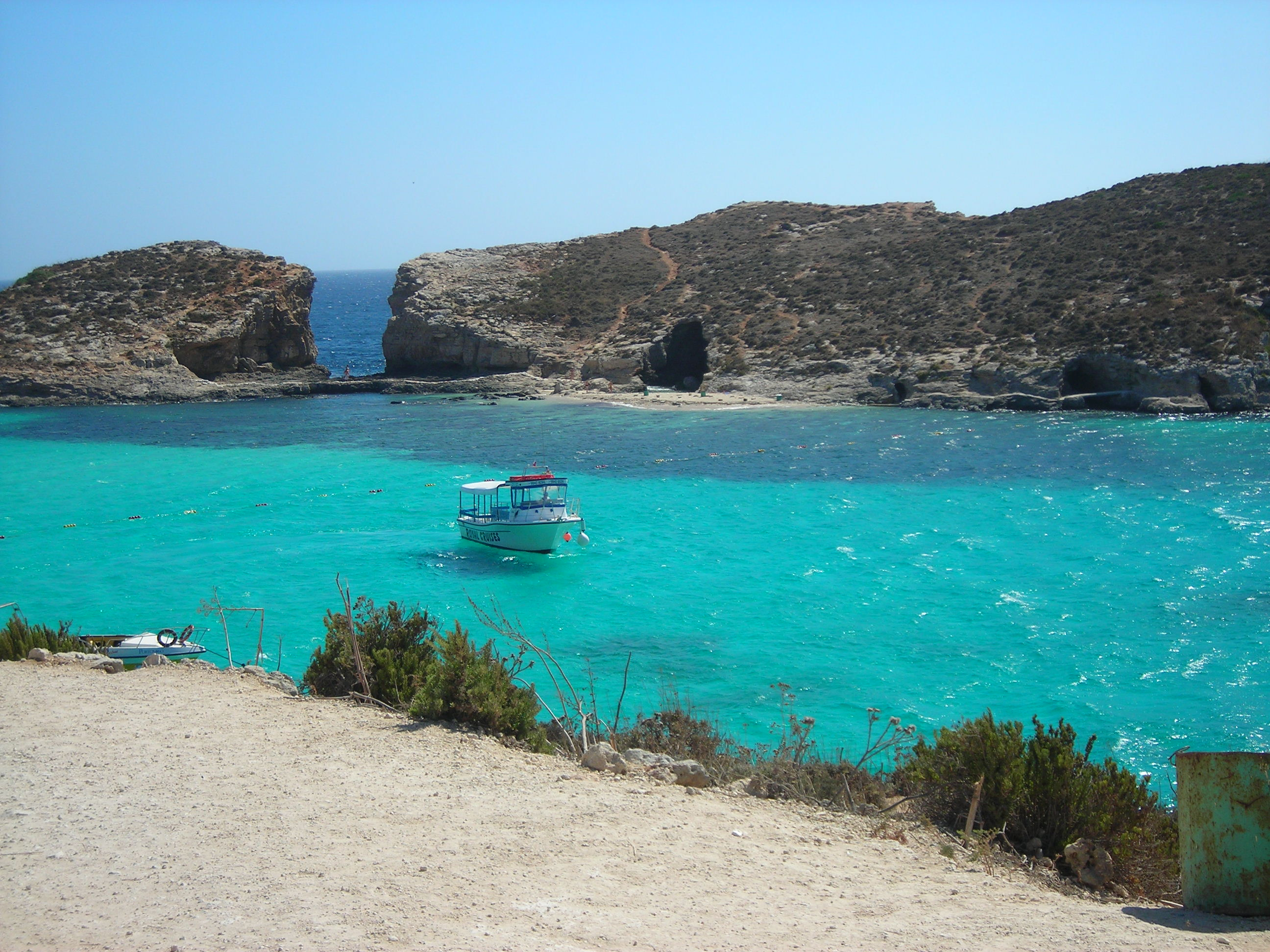
Blue Lagoon Bay entre as ilhas de Comino e Cominotto

As ilhas menores que fazem parte do arquipélago são desabitadas e incluem:
- Barbaganni Rock;
- Cominotto, (Kemmunett);
- Delmarva Island;
- Filfla;
- Fessej Rock;
- Rocha do Fungo, (Il-Ġebla tal-Ġeneral);
- Għallis Rock;
- Halfa Rock;
- Large Blue Lagoon Rocks;
- Ilha de São Paulo/Ilha Selmunett;
- Gżira
- Mistra Rocks;
- Tac-Cawl Rock;
- Qawra Point/Ta' Fraben Island;
- Small Blue Lagoon Rocks;
- Sala Rock;
- Xrobb l-Għaġin Rock;
- Ta'taht il-Mazz Rock.

## Demografia

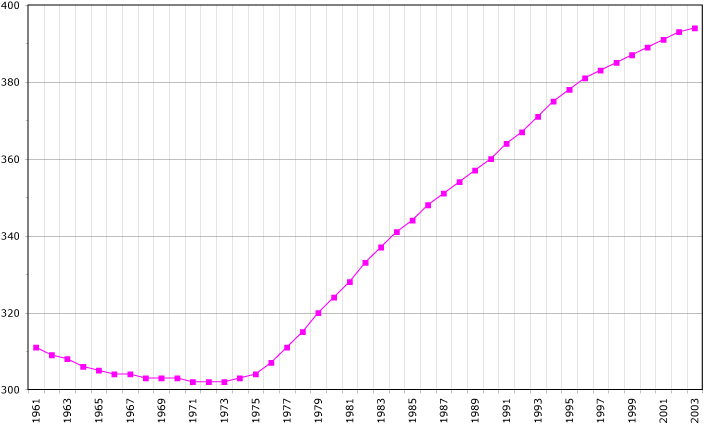
Evolução da população do país entre 1961 e 2003

A população de Malta está estimada em 419 285 habitantes (estimativa de 2008) onde 94% de seus habitantes residem nas áreas urbanas. Etnicamente, 95% são naturais de Malta e os restantes são ingleses ou descendentes de italianos, além de alguns espanhóis. Malta é um dos países com maior densidade populacional do mundo, e o maior dentre os países da União Europeia, com cerca de 1 265 hab./km2
.
Os malteses são, em sua maioria, católicos. A influência da Igreja Católica é forte. É um dos vários países no mundo que não permitem o aborto.
São Jorge Preca, presbítero maltês, foi o fundador da Sociedade da Doutrina Cristã, para o apostolado catequético, beatificado em 9 de maio de 2001 por João Paulo II (papa daquela época) e canonizado por Bento XVI na Praça de São Pedro.

### Línguas
A língua maltesa (maltês: malti) é uma dos dois idiomas constitucionais de Malta, tendo-se tornado oficial, no entanto, apenas em 1934, e sendo considerada a língua nacional. Anteriormente, o siciliano era a língua oficial e cultural de Malta no século XII e o dialeto toscano do italiano no século XVI. Juntamente com o maltês, o inglês também é uma língua oficial do país e, portanto, as leis do país são promulgadas em maltês e em inglês. No entanto, o artigo 74 da Constituição afirma que "... se houver qualquer conflito entre os textos maltês e inglês de qualquer lei, o texto maltês prevalecerá."
O maltês é uma língua semítica descendente do dialeto árabe-siciliano (árabe-siculo do sul da Itália), hoje extinto, que se desenvolveu durante o emirado da Sicília. O alfabeto maltês consiste em 30 letras baseadas no alfabeto latino, incluindo as letras diacriticamente alteradas ż, ċ e ġ, bem como as letras għ, ħ e ie.
O idioma é a única língua semítica com status oficial na União Europeia. O maltês tem uma base semítica com empréstimos substanciais do siciliano, italiano, um pouco do francês e, mais recentemente e cada vez mais, do inglês.
O Eurobarómetro afirma que 97% por cento da população maltesa considera o maltês como língua materna. Além disso, 88% da população fala inglês, 66% fala italiano e 17% fala francês.
Este conhecimento de segundas línguas faz de Malta um dos países mais multilíngues da União Europeia. Um estudo que coletou a opinião pública sobre qual idioma era "preferido" descobriu que 86% da população expressa preferência pelo maltês, 12% pelo inglês e 2% pelo italiano.
A língua de sinais maltesa é usada pela comunidade surda da Malta.

### Religião
Malta tem um longo legado cristão. De acordo com os Atos dos Apóstolos, São Paulo naufragou e chegou à costa maltesa, onde promoveu a conversão de seus habitantes. O catolicismo continua a ser a religião oficial, como também a dominante no país. Malta é conhecida por seu patrimônio mundial, mais proeminente dos templos megalíticos muito antigos.
Malta é o país mais religioso da Europa. De acordo com pesquisa de 2010 do Eurobarometer, 94% da população de Malta acredita na existência de algum deus. 4% dos malteses acreditam na existência de algum tipo de espírito ou força vital, ao passo que 2% não acreditam que exista qualquer tipo de espírito, deus, ou força vital.
O santo padroeiro da ilha é, além de São Paulo, São Jorge Preca, conhecido localmente como "Segundo Apóstolo de Malta".

## Governo e política

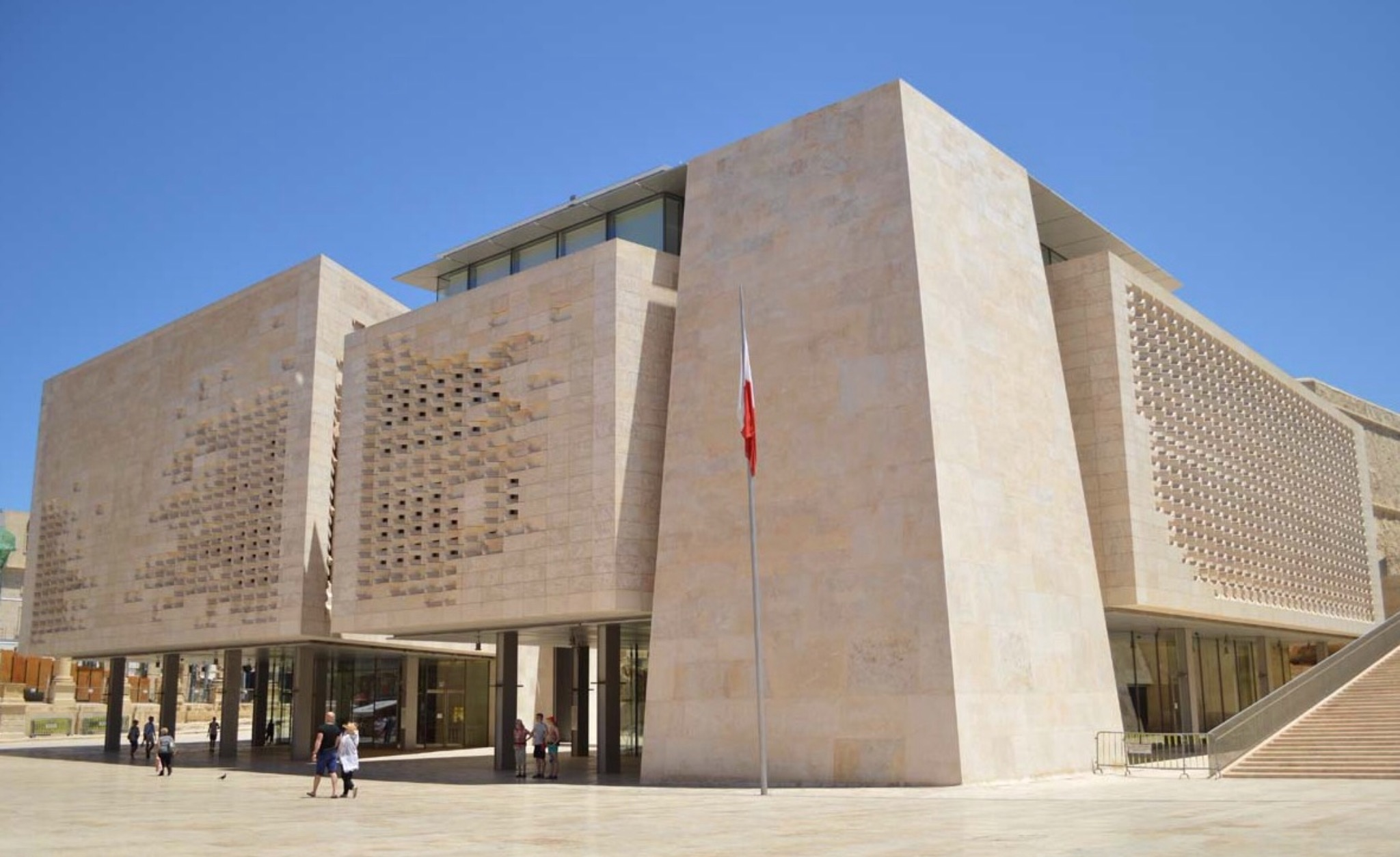
Parlamento maltês

O sistema unicameral está representado em uma Câmara de Representantes, conhecido como Kamra tar-Rappreżentanti em maltês, eleita por um sufrágio universal mediante voto direto a cada cinco anos, a menos que a câmara seja dissolvida pelo presidente em consulta com o primeiro-ministro. A câmara possui 65 representantes. A câmara de representantes elege o presidente do país a cada cinco anos.
Os principais partidos políticos são o Partido Nacionalista de Malta e o Partido Trabalhista de Malta, este último social-democrata. Há um "partido verde" (Alternattiva Demokratika) e um de extrema direita (Imperium Europa), que praticamente não existe. Quando um partido obtém a maioria absoluta de cadeiras, mas não de membros, pode-se obter o que lhe falta a uma maioria parlamentar.

## Subdivisões
Malta está subdividida desde 1993 em 68 concelhos locais ou localidades. Esta é a forma mais básica de divisão administrativa, não existindo níveis intermédios entre o nível nacional e os concelhos locais. A seguinte lista está dividida por ilha:

Concelhos de Malta

## Economia

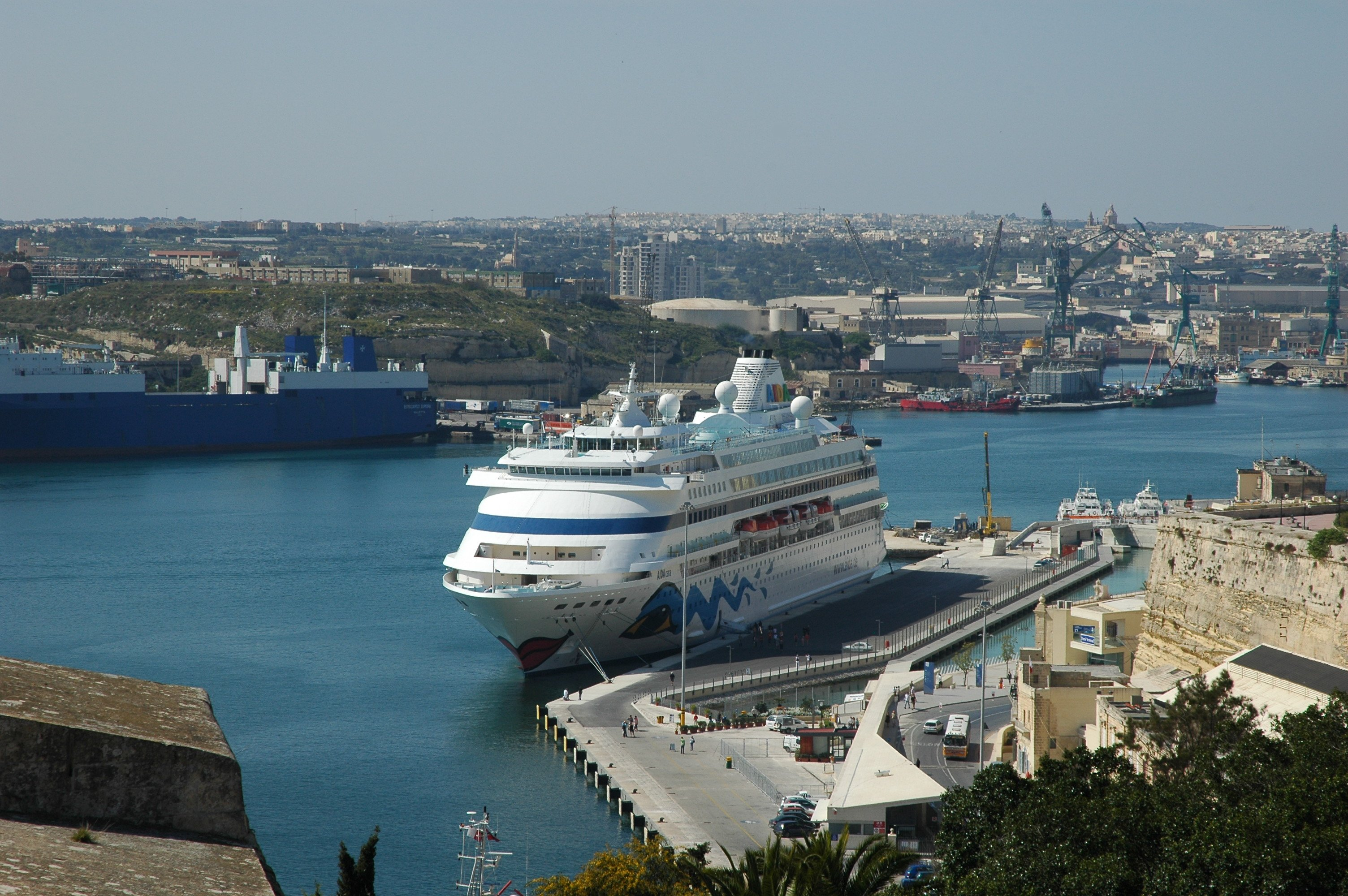
Zona industrial de Valeta

Malta produz apenas 20% das reservas alimentares que consome, tem recursos de água potável limitados e nenhuma fonte de energia doméstica. É uma economia de dependência externa e de importações, sendo que a manufatura eletrônica e têxtil, além do turismo são as suas principais fontes de rendimento.
A economia maltesa é baseada na indústria, no comércio e nos serviços financeiros que melhoram significativamente a economia do país. Malta tem grandes recursos tecnológicos. Assim, por estar localizada entre África e Europa, possui comércio de alto nível, com joalherias, bancos e restaurantes. As principais indústrias de Malta são a alimentícia, a eletrônica, a naval, a calçadista, a têxtil e a pesqueira, além de haver serviços financeiros na capital e nas principais cidades.
A moeda oficial era a Lira maltesa, até dezembro de 2007. O euro foi adotado como moeda oficial do país em 1 de janeiro de 2008. Estima-se que o Euro fará com que a economia maltesa cresça 12% ao ano, superando as taxas de crescimento da China, Coreia do Sul e Índia, além disso, o governo tenta liberar a exploração e o refino do petróleo. Devido ao seu limitado tamanho (316 km²) o país não tem espaço suficiente para a agricultura, sendo obrigado a importar vários produtos agrícolas.

## Infraestrutura

### Educação
A taxa de alfabetização em Malta é de 99,5%. O ensino primário é obrigatório desde 1946 e o ensino secundário até a idade de dezesseis anos foi tornado obrigatório em 1971. O Estado e a Igreja fornecem gratuitamente educação. Entre as escolas públicas principais em Malta encontram-se o College De La Salle, em Cospicua; St. Colégio Aloysius em Birkirkara; Colégio Missionário de São Paulo em Rabat, Escola São José, em Blata l-Bajda e Escola Santa Mônica em Mosta. A partir de 2006, as escolas públicas são organizadas em redes conhecidas como Faculdades e incorporam pré-escolas, escolas primárias e secundárias. Há escolas privadas em funcionamento em Malta, destacando-se O San Andrea College e San Anton College no vale de L-Imselliet. A partir de 2008, existem duas escolas internacionais, Verdala Escola Internacional e IQS Malta. O Estado paga uma parte do salário dos professores em escolas da Igreja.
A educação em Malta é baseada no modelo britânico. O ensino primário dura seis anos. Na idade de 11 anos, alunos passam por um exame para entrar em uma escola secundária, ou uma escola da igreja (o Vestibular Comum). Os alunos prestam o exame SEC-level com a idade de 16 anos, com passagens obrigatórias em certas matérias como matemática, inglês e maltês. Os alunos podem optar por continuar estudando em um colégio ou adentrar numa instituição pós-secundária, como MCAST. O sexto curso tem a duração de dois anos, no final do qual os alunos prestam outro exame. Dependendo do seu desempenho, os alunos podem, em seguida, pleitear uma graduação ou cursos de nível técnico ou tecnológico.
A Universidade de Malta (UoM) oferece educação terciária, de graduação e pós-graduação. O maltês e inglês são ambos usados na educação a nível do ensino primário e secundário, e ambos os idiomas também são disciplinas obrigatórias. As escolas públicas tendem a usar os dois idiomas, maltês e inglês, de forma equilibrada. As escolas particulares preferem usar o inglês para o ensino, como também é o caso com a maioria dos departamentos da Universidade de Malta. Isso tem um efeito restritivo sobre a capacidade e desenvolvimento da língua maltesa. A maioria dos cursos universitários são em inglês. Do número total de alunos que estudam uma primeira língua estrangeira no ensino secundário, 51% têm contato com o italiano, enquanto 38% com o francês. Outras opções incluem o alemão, russo, espanhol, latim, chinês e árabe. Malta é também um destino popular para estudar o idioma inglês, atraindo mais de 80 000 estudantes em 2012.

### Saúde
Malta tem uma longa história de prestação de cuidados de saúde com financiamento público. O primeiro hospital registado no país já estava a funcionar em 1372. Hoje, Malta tem tanto um sistema de saúde público, conhecido como o serviço governamental de saúde, e um sistema de saúde privado. Malta tem uma forte base de cuidados médicos primários, e os hospitais públicos prestam cuidados secundários e terciários. O Ministério de Saúde maltês aconselha os residentes estrangeiros a fazer um seguro médico privado.
Malta também possui organizações voluntárias, como o Alpha Medical, Fire & Rescue, St. John Ambulance e a Cruz Vermelha de Malta, que prestam serviços de primeiros socorros e enfermagem durante eventos que envolvem multidões. A Universidade de Malta tem uma escola de medicina e uma Faculdade de Ciências da Saúde.
A Associação Médica de Malta representa os praticantes da profissão médica. A Associação de Estudantes de Medicina de Malta (MMSA, em inglês) é um órgão separado que representa os estudantes de medicina de Malta, e é um membro da EMSA e IFMSA. O Instituto de Malta para a Educação Médica é um instituto criado recentemente para fornecer orientações aos médicos em Malta bem como estudantes de medicina.

### Ciência e tecnologia
O Conselho de Ciência e Tecnologia de Malta (MCST) é o órgão civil responsável pelo desenvolvimento da ciência e tecnologia a nível educacional e social. A maioria dos estudantes de ciências em Malta se formam na Universidade de Malta ou são assistidos pela Science Student's Society, University Engineering Students Association e University of Malta ICT Students. Malta ficou em 27º lugar no Índice de Inovação Global em 2019, 2020 e 2021.
Para fins de exploração espacial, Malta assinou um acordo de cooperação com a Agência Espacial Europeia (ESA) visando uma cooperação mais intensiva em projetos desta instituição.

## Cultura

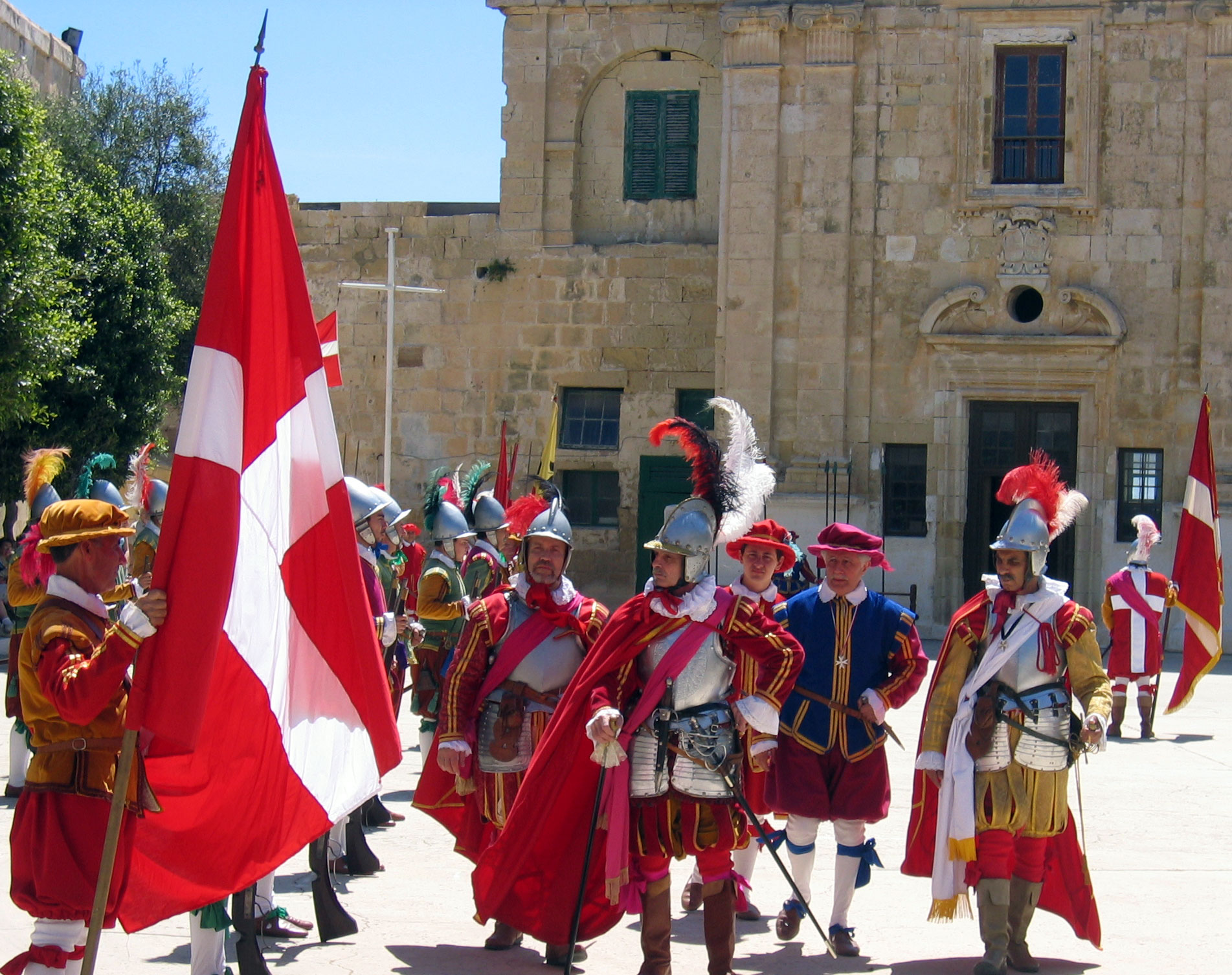
Forte de Santo Elmo, Malta: recriação histórica com uniformes do século XVI dos Cavaleiros de Malta (2005)

A cultura maltesa reflete as influências variadas das diversas culturas que a dominaram até 1964, particularmente de Itália e do Reino Unido. Os costumes, lendas e folclores malteses são estudadas e categorizadas lentamente, como qualquer outra tradição europeia.
Na catedral de São João, construída em 1577, pode-se apreciar a tela A Decapitação de São João, de Caravaggio, que viveu alguns meses na ilha, mas foi expulso sob acusação de homicídio.
Na sede do Governo, localizado no antigo Palácio do Grão-Mestre do Armoria, podem-se apreciar mais de 5 000 quadros da Ordem Soberana e Militar de Malta. Em Valeta, a capital do país, localiza-se o Museu de Belas Artes, o Museu de Arqueologia, o Forte de Santo Elmo e Museu da Inquisição.
O Museu Marítimo e o Museu do Grande Sítio de 1565 revelam o passado turbulento das pequenas ilhas. O Museu Nacional da Guerra e do Refúgio, da Segunda Guerra Mundial apresenta as informações presentes em conflitos mais recentes.
As discotecas, restaurantes e clubes noturnos na cidade de St. Julian's estão abertas até altas horas da madrugada.
Em Gozo, podem-se apreciar a maioria dos templos pré-históricos em Malta, considerados como patrimónios mundiais pela UNESCO.

### Literatura
Calcula-se que a literatura maltesa tenha quase dois séculos de idade. Por um longo período, a literatura maltesa referiu-se à tradição literária, atingindo o seu apogeu com os trabalhos do sacerdote Dun Karm Psaila, um artista com um grande domínio de sua arte, que mais tarde foi declarado um poeta nacional.
Escritores como Ruzar Briffa e Karmenu Vassallo trataram, durante o século XX, a buscar novas alternativas para a rigidez temática e formal da versificação, mas apenas até os anos 60 a literatura maltesa sofreu sua transformação mais radical em todos os gêneros.
A ansiedade, crise identitária, protestos, rebeliões e o engajamento social marcaram o período literário e dramático. Alguns poetas pendentes do século passado foram Mario Azzopardi, Victor Fenech, Oliver Friggieri, Joe Friggieri, Carlos Flores, Maria Ganado, Lillian Sciberras e Akill Mizzi.
Na prosa destacam-se Frans Sammut e Joe Camilleri e entre os dramaturgos destacam-se Francis Ebejer, Alfred Sant e Oreste Calleja.
Os escritores da nova geração consolidaram-se na busca de seus antecessores. Guze'Stagno, Karl Schembri e Clare Azzopardi rapidamente impuseram seu nome no campo literário.
Entre os poetas contemporâneos incluem-se Adrian Grima, Immanuel Mifsud, Norbet Bugeja e Simone Inguanez.

### Atividades académicas
No campo acadêmico sobressaem os professores Peter Serracino Inglott, e Charles Briffa, da Universidade de Malta. o mesmo com o poeta Oliver Friggieri, que introduziu a perspectiva histórica e psicossocial e implicações filosóficas de um poder opressivo.
Por sua parte, o professor e escritor Edward de Bono é conhecido por cunhar o termo pensamento lateral.
As atividades culturais maltesas vão desde a aprendizagem mais pura do aramaico antigo até as classes de física mundialmente reconhecidas pelo professor Sr. Suarez.

### Gastronomia

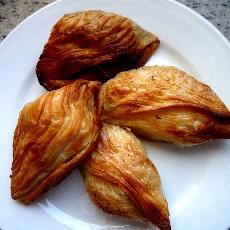
Pastizzi, um lanche típico maltês

A cozinha maltesa apresenta fortes influências da cozinha italiana, especialmente a siciliana, bem como influências das cozinhas inglesa, espanhola, magrebina e provençal. Uma série de variações regionais, especialmente no que diz respeito a Gozo, podem ser notadas, bem como variações sazonais associadas à disponibilidade sazonal de produtos e festas cristãs (como a Quaresma, a Páscoa e o Natal). A comida tem sido historicamente importante no desenvolvimento de uma identidade nacional, em particular a fenkata (ou seja, comer coelho cozido ou frito). Batatas também são um alimento básico da dieta maltesa. A fusão de sabores deu à cozinha de Malta um sabor distinto dentro da cozinha mediterrânea. Embora tenha muitos pratos originais, alguns pratos tipicamente malteses são o biz-fiir zejt, gbejniet, pastizzi e Ross il-Forn.
Várias uvas são endêmicas em Malta, incluindo a Girgentina e Ġellewża. Há uma forte indústria vinícola em Malta, com uma produção significativa de vinhos usando essas uvas nativas, bem como uvas cultivadas localmente de outras variedades mais comuns, como Chardonnay e Syrah. Um número de vinhos alcançou denominação de origem, com os vinhos produzidos a partir de uvas cultivadas em Malta e Gozo.

### Desporto
Na década de 1990, o desporto em Malta renasceu graças à construção de várias instalações atléticas, incluindo um estádio nacional e uma arena multiuso em Ta' Qali, assim como uma pista adequada para a prática de tiro com arco, rugby e beisebol. Em competições internacionais, quando Malta não participa, os locais costumam torcer para equipas britânicas e italianas.
Em 1993 e 2003, Malta organizou os Jogos dos Pequenos Estados da Europa.
Em 2023, Malta sediou a fase final do Campeonato da Europa Sub-19 da UEFA, entre 3 e 16 de julho.